# Mahenge
Mahenge es un macizo montañoso calcáreo de Tanzania que forma una meseta ondulada cuya altura media es de unos 1000 m, con un máximo de 1400 m en la reserva forestal de Muhulu. Se encuentra a 50 km al sudoeste de las montañas Udzungwa, en el distrito Ulanga, región de Morogoro. La población de Mahenge es de unos 32.000 habitantes. Dentro de su área de influencia hay siete reservas forestales: Ligamba, el escarpe de Mahenge, Mselezi, Muhulu, Myoe, Nawenge y Sali, que comprenden unas 5.000 hectáreas entre todas. El bosque oscila entre las tierras bajas, el bosque submontano y algo de montano, aunque suelen ser de poco tamaño y fuertemente degradados. El conjunto del macizo ocupa unos 50 kilómetros de norte a sur por 25 km de este a oeste.

## Biodiversidad
Puesto que forma parte del Arco montañoso Oriental de Tanzania, posee 2 vertebrados y 5 árboles endémicos de esta región geográfica. El bosque se encuentra permanentemente amenazado por el fuego y la tala para aprovechamiento forestal o su conversión en tierras agrícolas.
En la reserva de Mahenge (500 ha) es endémico Dombeya amaniensis. En la reserva de Nawenge (700 ha), son endémicos Lobelia longisepala, Memecylon schliebenii, Psychotria megalopus y Strptocarpus solenanthus. En varias de las reservas habitan el elefante y el búfalo, y Sali se encuentra en la ruta de emigración de los elefantes.
La reserva forestal más conocida es la del escarpe Mahenge, a 8 km del pueblo del mismo nombre. Su nombre completo es Mahenge Scarp Catchment Forest Reserve, y se fundó en 1954. Se encuentra amenazada por una factoría de grafito y minas de rubíes.
La estación seca va de junio a octubre. El agua desaparece debido a la naturaleza calcárea del suelo y aparece en los cauces de los diversos ríos que aparecen alrededor de la meseta: Msingizi, Ruaha y Luhombero en Sali; Mwezeza, Lwamba, Nalwegere, Erasi y Mwero en Myoe; Mbingu, Chilomba y Mwaya en Mselezi, y Sofi en Ligamba. A pesar de la escasez de agua, esta región ha dado nombre a un sapo, Mertensophryne loveridgei (mahenge toad), endémico de esta región y adaptado a los bosques secos tropicales.
La principal actividad económica es la agricultura. Los principales cultivos son el maíz, el arroz y las judías.

## Historia
En Mahenge hay un hospital, un mercado y escuelas primarias. En 1897 fue establecida una misión católica de los capuchinos y en la actualidad hay un seminario Kasita franciscano. La diócesis de Mahenge se estableció en 1964. El 60% de la población es católica. 
Durante la época de la esclavitud, Mahenge se hizo famoso por ser la cuna de numerosos cazadores de esclavos. En 1919, la capital de África Oriental Alemana se estableció en Mahenge, antes de ser trasladada a Dar es Salaam, cuando los ingleses le arrebataron el control del país a los alemanes.
En la ciudad de Mahenge, las tropas del Congo Belga, bajo las órdenes del teniente coronel Armand Huyghé de Mahenge, obtuvieron una victoria decisiva sobre los askaris del ejército alemán del África Oriental Alemana.
Hay otro pueblo en Tanzania con el nombre de Mahenge, que tiene un gran interés por sus fósiles, 65 km al oeste de Singida.